# 臺灣軌道運輸車輛列表
臺灣軌道運輸車輛列表列舉台灣軌道運輸系統已營運、興建中、規劃中或已拆除及已停駛的路線和系統，以及路線中會運行或載客的車輛。其中規劃要引進或已經報廢的車輛也一併列出，惟公車捷運系統雖不符合台灣軌道運輸的定義，但仍屬於捷運系統的一部分，故為求完整一併列出。
創建者註：本條目未完成，請不要動本條目，我將會慢慢創建本條目至創建完畢，並請各位管理員注意遺下有沒有人修改我的條目，謝謝合作。

## 台灣高速鐵路|高速鐵路系統
- 台灣高速鐵路西部南北線（南港→高雄）
  - 台灣高鐵700T型電聯車
  - 台灣高鐵0型限界測量車：目前在系統中最受歡迎的工程列車之一，是由日本0系新幹線改裝而來，已改為無動力列車，任務為測量車輛限界。另外，本列車僅由日本引進一台，至今仍存放在高雄燕巢總機廠服役，以高鐵由日本引進的「DD」系列兩台柴油機車牽引。
  - 台灣高鐵DD14、DD16型柴液機車：台灣高鐵由日本引進並用於燕巢總機廠調車任務，如牽引700T到維修廠、牽引0型進行測量等。

## 台灣鐵路管理局

### 電力機車
- 台鐵E100型電力機車
- 台鐵E200型電力機車
- 台鐵E300型電力機車
- 台鐵E400型電力機車
- 台鐵E1000型推拉式電車

### 柴電機車
- 台鐵R0型柴電機車
- 台鐵R20型柴電機車
- 台鐵R50型柴電機車
- 台鐵R100型柴電機車
- 台鐵R150型柴電機車
- 台鐵R180型柴電機車
- 台鐵R190型柴電機車
- 台鐵S200型柴電機車
- 台鐵S300型柴電機車
- 台鐵S400型柴電機車

### 柴液機車
- 台鐵DH200型柴液機車